# Cantón de Varades
El cantón de Varades era una división administrativa francesa, que estaba situada en el departamento de Loira Atlántico y la región de Países del Loira.

## Composición
El cantón estaba formado por seis comunas:
- Belligné
- La Chapelle-Saint-Sauveur
- La Rouxière
- Le Fresne-sur-Loire
- Montrelais
- Varades

## Supresión del cantón de Varades
En aplicación del Decreto n.º 2014-243 de 25 de febrero de 2014, el cantón de Varades fue suprimido el 22 de marzo de 2015 y sus 6 comunas pasaron a formar parte del nuevo cantón de Ancenis .